# UTC+7:30
UTC+7:30 е часова зона, използвана в миналото от Сингапур като лятно часово време, а в периода 1970 – 1982 като стандартно време.
През 1982 година сингапурското стандартно време става UTC+8.